# In Bloom
In Bloom je skladba americké grungeové skupiny Nirvana, jejímž autorem je Kurt Cobain. Vyšla na stejnojmenném singlu v roce 1992 k albu Nevermind. Později se objevila i na výběrové kompilaci s prostým názvem Nirvana.